# دافينا وليامز
دافينا وليامز (بالإنجليزية: Davina Williams)‏ هي متزحلقة حرة أسترالية، ولدت في 30 نوفمبر 1985 في كامبرداون ‏ في أستراليا.

## وصلات خارجية
- دافينا وليامز على موقع الاتحاد الدولي للتزلج (التزلج الحر) (الإنجليزية)
- دافينا وليامز على موقع أوليمبيديا (الإنجليزية)
- دافينا وليامز على موقع اللجنة الأولمبية الأسترالية (الإنجليزية)